# Zapasy na Igrzyskach Panamerykańskich 1955
Turniej w ramach Igrzysk w Meksyku 1955 

## Tabela medalowa
|   | Państwo           |   |   |   | Razem: |
| - | ----------------- | - | - | - | ------ |
| 1 | Stany Zjednoczone | 4 | 3 | 1 | 8      |
| 2 | Argentyna         | 4 | 3 | 0 | 7      |
| 3 | Meksyk            | 0 | 1 | 6 | 7      |
| 4 | Wenezuela         | 0 | 1 | 0 | 1      |
| 5 | Kuba              | 0 | 0 | 1 | 1      |
|   | razem:            | 8 | 8 | 8 | 24     |

## Wyniki

### W stylu wolnym
| Waga   | złoty              | srebrny                 | brązowy            |
| ------ | ------------------ | ----------------------- | ------------------ |
| 52 kg  | Manuel Varela      | Nicolas Basurto Padilla | Michael L.Krishart |
| 57 kg  | Jack Blubaugh      | Adolfo Díaz             | Leonardo Basurto   |
| 63 kg  | Omar Blebel        | Alan Rice               | José Yáñez         |
| 70 kg  | Jay Thomas Evans   | Juan Rolón              | Mario Tovar        |
| 78 kg  | Alberto Longarella | Melvin Allen Northrop   | Antonio Rosado     |
| 87 kg  | León Genuth        | Wenzel Hubel            | Eduardo Assam      |
| 97 kg  | Alfred E.Paulekas  | Oscar Salazar           | Jose L.Hernandez   |
| +97 kg | William Kerslake   | Jose Puig Urgiles       | Arturo Meneses     |